# براندون ويلسون
براندون ويلسون (بالإنجليزية: Brandon Wilson) (28 يناير 1997 بغابورون في بوتسوانا - ) هو لاعب كرة قدم أسترالي في مركز الوسط.

## روابط خارجية
- براندون ويلسون على موقع قاعدة بيانات كرة القدم.إي يو (الإنجليزية)
- براندون ويلسون على موقع Soccerway.com (الإنجليزية)
- براندون ويلسون على موقع عالم كرة القدم.نت (الإنجليزية)